# Sporisorium inopinatum
Sporisorium inopinatum är en svampart som beskrevs av Vánky 2002. Sporisorium inopinatum ingår i släktet Sporisorium och familjen Ustilaginaceae.   Inga underarter finns listade i Catalogue of Life.